# Griesserkapelle

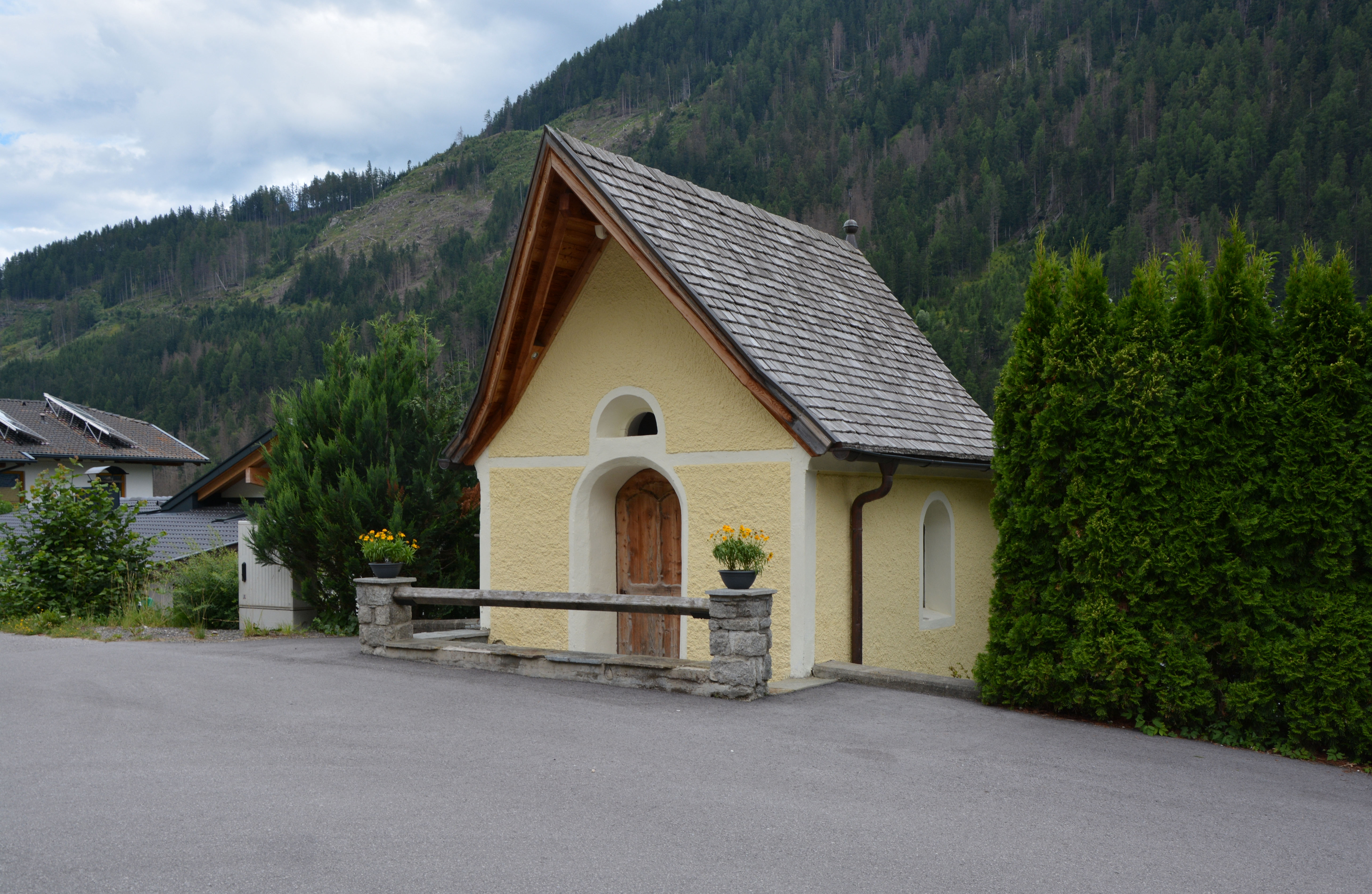
Griesserkapelle – Nord- und Westfassade

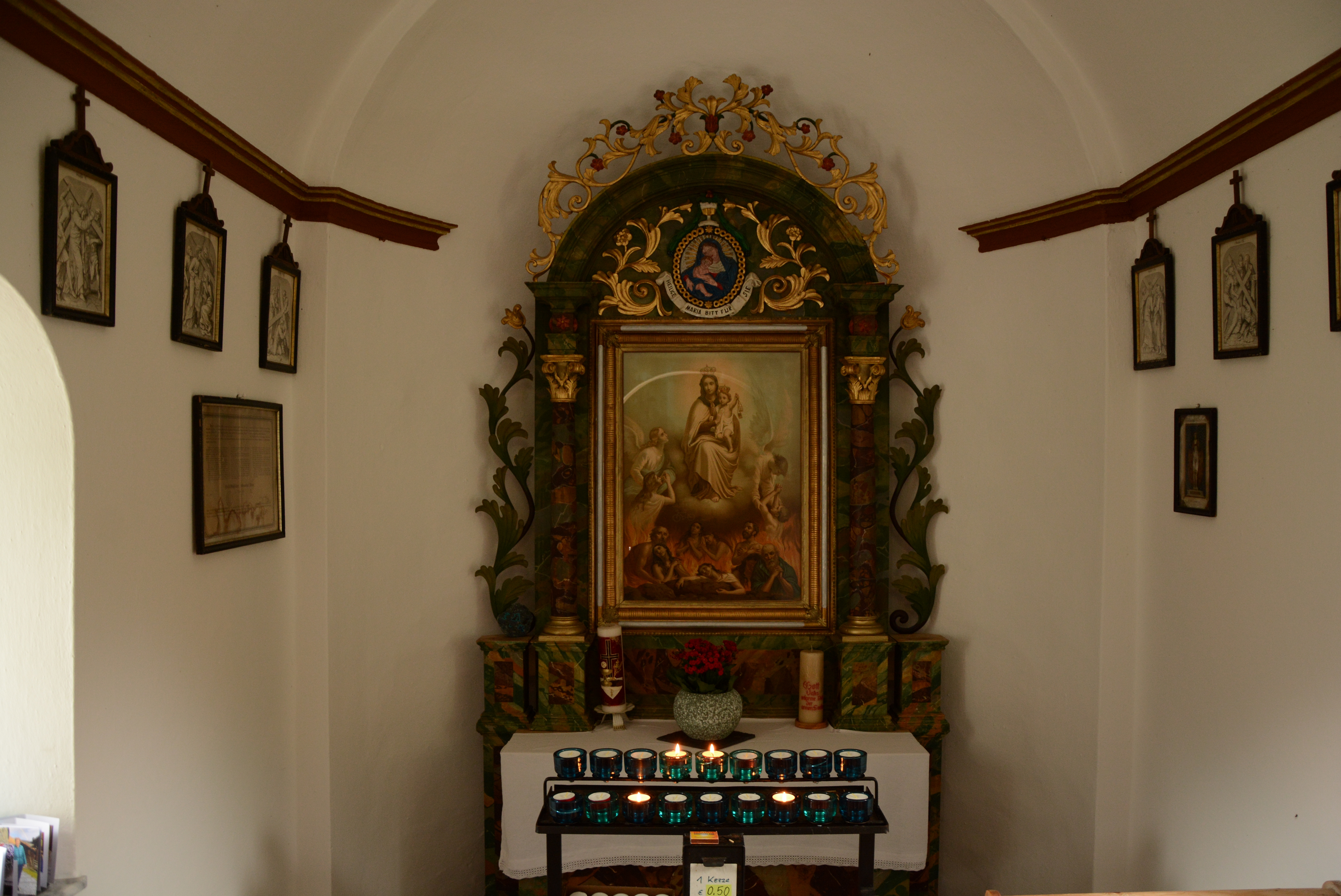
Griesserkapelle – Innenraum

Die Griesserkapelle ist eine Kapelle in Wallhorn in der Gemeinde Prägraten am Großvenediger in Osttirol. Sie ist der Fürbitte für die Armen Seelen gewidmet.

## Lage
Die Griesserkapelle liegt rund 40 Meter nördlich der Virgentalstraße (L 24) im Südosten der Ortschaft Wallhorn und ist über eine Straße erreichbar, die von der Virgentalstraße nach Nordosten abzweigt. Die Kapelle liegt zwischen den Gebäuden Wallhorn 7 und Wallhorn 7h, wobei der Name der Kapelle wohl vom nordwestlich gelegenen Bauernhof Griesser (Wallhorn 17) stammt.

## Bauwerk
Die Kapelle wurde im 19. Jahrhundert errichtet und 1977 renoviert. Es handelt sich um einen kleinen Kapellenbau mit fast quadratischem Grundriss und Rundapsis, der durch ein schindelgedecktes Dach über Hohlkehle geschützt ist. Äußerlich ist die Kapelle durch gelbe Rauhputzwände mit weißer, glattverputzter Rahmengliederung geprägt, wobei sich das Bogenportal mit darüberliegendem Lünettenfenster in der nördlichen Giebelwand befindet. Die Längswände sind jeweils durch ein rundbogiges Fenster durchbrochen.
Der Innenraum der Kapelle ist tonnengewölbt über profiliertem Gesims und verfügt über einen Fußboden aus grauen Marmorplatten im Rautenmuster und weißen Wandflächen. Der kleine Altar aus Holz besitzt eine rötlich-grüne Marmorfassung und vergoldete Ornamentteile. Er stammt aus der ersten Hälfte des 19. Jahrhunderts und wurde mit Säulen, Gebälk und Rundgiebel ausgeführt. Das Altarbild zeigt als kolorierter Druck die Armen Seelen im Fegefeuer mit der darüber schwebenden Madonna mit Kind sowie Engeln. Darüber befindet sich im Auszug ein Reliefmedaillon mit Mariahilf-Bild und der Schriftzug HEILIGE MARIA BITT FÜR SIE. Zudem verfügt die Kapelle über einen Kreuzweg aus kolorierten Drucken aus der zweiten Hälfte des 19. Jahrhunderts, der 1902 eingesetzt wurde.